# Marduk
Marduk — шведський блек-метал колектив, заснований 1990 року у Норрчепінгу. Назва походить від вавилонського бога Мардука.

## Історія

### 1990—2000 роки
Гурт заснував гітарист Morgan Steinmeyer Hakansson, разом із вокалістом Андреасом Аксельсоном. До гурту незабаром приєднався Joakim Göthberg, більш відомий під псевдонімом Af Gravf.
Перша назва гурту — God, але цього ж року колектив змінює її на Marduk. Вони видали своє перше демо Fuck Me Jesus в 1991 році з трьома композиціями, тиражем у 1000 копій. У записах демо також брали участь басист Рікард Калм (Rickard Kalm) і ударник Йоахім Гьотберг (Joakim Göthberg). Колектив записує також 7" невиданий сингл «Here's No Peace», що слугував фундаментом для співпраці з No Fashion Records. Відклавши видання синглу, команда концентрується на записі нового альбому «Dark Endless» та дає перші живі виступи. «Dark Endless», в який також увійшли нові версії всіх повноцінних пісень з демо-стрічки, був записаний в червні 1992 року і виданий на шведському лейблі No Fashion Records в день зимового сонцестояння. До цього часу в команді відбулися невеликі зміни — додався ще один гітарист, Devo (Magnus Andersson), і в команду прийшов новий басист, B. War (Bogge Roger Svensson).

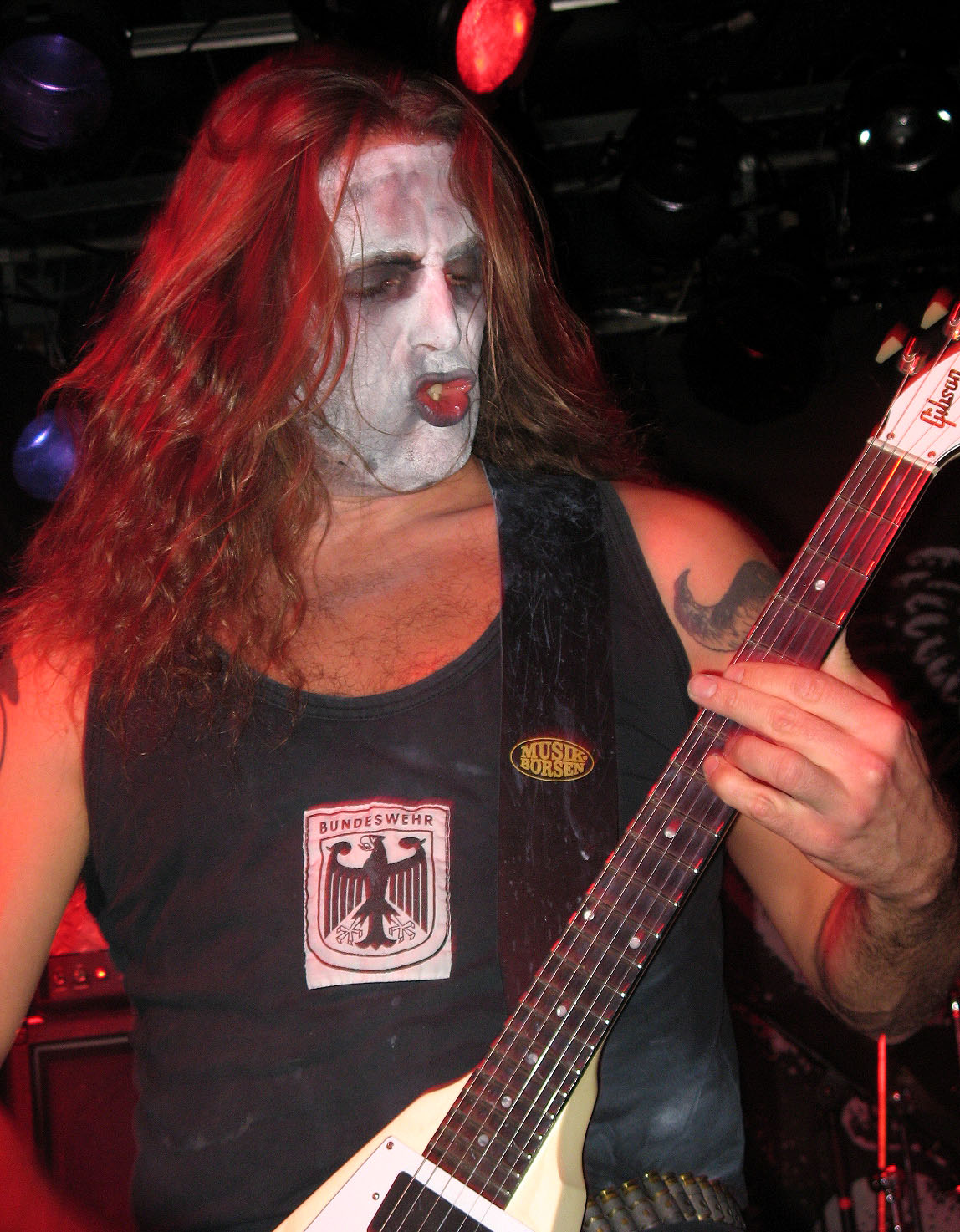
Морган з Marduk

Протягом року гурт дає концерти, здобуваючи прихильність багатьох фанатів блек-металу.
Згодом гурт більше не співпрацює з No Fashion Records і перебирається на французький лейбл Osmose Productions.
Після виходу вокаліста з гурту, Af Gravf бере на себе його обов'язки.
У жовтні 1993-го з'явився перший повноформатний диск «Those of The Unlight», виданий на лейблі Unisound Studio. Восьміпесенний диск на 37 з половиною хвилин відразу звернув на себе увагу критиків і отримав високі оцінки. Цього ж року вони дають багато концертів, виступають на фестивалі Black Metal Nights в Осло та їдуть у тур Європою під назвою «Sons of Northern Darkness».
Диск «Opus Nocturne» вийшов в жовтні 1994 року, трохи згодом після написання саундтрека до фільму «Дракула», і є прямим продовженням попереднього диска.
У черговий раз змінюється колектив — з гурту пішов другий гітарист Devo Andersson, Af Gravf стає вокалістом, а за барабани сідає Frederik Andersson, відомий своєю участю у «Darkfield».
Через 4 роки після виходу демо-стрічки, в квітні 1995 року відомий запис «Fuck Me Jesus» перевидається на CD і вінілі. Через скандальну обкладинку диска його заборонили в 7 країнах Європи. На початку червня 1995 року Marduk зіграли концерт в Мексиці.Далі деякий час гурт переживає творчу кризу, викликану проблемами з лейблом. Остаточно, через розбіжності, покинув команду Йоахім, і на зміну йому взяли Легіона, що був учасником гурту «Ophtalamia».
У 1996 році виходить черговий альбом — Heaven Shall Burn … When We Are Gathered на лейблі Osmose Productions. Альбом відрізнявся дуже високою швидкістю і якісною роботою нового вокаліста. У цьому ж році виходить EP Glorification, в який увійшли ремікс композиції «Glorification of the Black God», а також кавер-версії композицій гуртівDestruction, Piledriver і Bathory. Тур на підтримку «Heaven Shall Burn» пройшов надзвичайно успішно і на його основі вирішено було випустити концертний альбом.
У вересні гурт вирушив в чергове масштабне європейське турне, підсумком якого став концертний диск «Live In Germania», що вийшов в червні 1997 року. В середині літа Marduk навіть виступили в якості розігріву легендарного black metal гурту Mayhem під час їх першого після ре-юніону концерту в Східній Німеччині.
Другим гітаристом під час туру став Peter Tagtgren (Власник Abyss Studio, лідер «Hypocrisy»). Виходить MCD «Here's No Peace» на лейблі Shadow Records.
У травні 1998-го на світ з'являється черговий лонгплей «Nightwing». Цей альбом, за словами Моргана, складається з двох частин: перша — впізнавана потужна атмосфера, друга — про життя легендарного Влада III Цепеша, більш відомого як Граф Дракула.
Цей альбом став першим розділом так званої «Blood Fire Death» трилогії (в честь культового альбому шведів Bathory). Восени гурт знову їде в тур Європою під назвою «Black Metal Assault Tour». Запис другого розділу «Blood Fire Death» відбувся у січні 1999 року в шведській студії Abyss Studio.
У 1999 році колктив видає «Panzer Division Marduk» на лейблі Osmose Productions, що сприяє створенню нового стилю Military Black Metal.
Гурт їде в тур по Скандинавії, Греції та Японії, дає концерти в рамках фестивалів, як Dynamo Open Air (Нідерланди), Festival des Artefacts (Франція) і Wacken Open Air (Німеччина). У жовтні-листопаді гурт продовжує їздити Європою, за 7 тижнів туру відвідавши Польщу, Німеччину, Францію, Нідерланди і Велику Британію. Відразу ж після повернення Marduk вирушили в студію, щоб записати там свій новий міні-альбом «Obedience», на цей раз присвячений садомазохізму.

### 2000— сьогодення
Початок нового тисячоліття музиканти відзначили випуском EP «Obedience» на власному лейблі Blooddawn Productions. Далі був тур з Deicide і Cannibal Corpse, після якого гурт знову дає концерти у Мексиці.
На Геловін Marduk дають святковий концерт з нагоди десятиріччя гурту у себе на батьківщині, в Норчепіннгу. Безпосередньо в день концерту почалися продажі концертника «Infernal Eternal».
5 березня 2001 року «La Grande Danse Macabre» (що в перекладі з французької означає «Великий Танок Смерті») офіційно вийшов на Blooddawn Productions, завершивши трилогію «Blood Fire Death». Відразу після виходу альбому почався європейський тур на його підтримку, який складався з 31 концерту. У квітні 2001 року Century Media USA уклали угоду з Blooddawn Productions і видали за ліцензією в США нещодавно записаний альбом і кілька його попередників — «Obedience» і «Infernal Eternal»
«Blackcrowned» видали у лютому і відразу після випуску цього бокс-сету, наповненого раніше нереалізованими аудіо / відео, присвяченого 10-річному ювілею команди, Marduk покинув барабанщик Fredrik Andersson, який майже 6 років грав у гурті. Офіційна і озвучена Morgan'ом версія: звільнення через втому і втрати мотивації.
Вакантне місце зайняв барабанщик Emil Dragutinovic (The Legion і Nominon), з яким Marduk незабаром відіграли на фестивалі With Full Force в Німеччині і Tuska Open Air в Фінляндії.
Видання «World Funeral» в лютому 2003 року супроводжувався 31 концертом в його підтримку в рамках європейського туру.
Трохи згодом Morgan записав матеріал для невеликого EP (4 композиції) «Porträtt Av Döda Barn» («Портрети Мертвих Дітей»), який так ніколи і не був виданий.
У грудні 2003 року гурт покинув вокаліст Legion, а через кілька місяців за ним пішов з гурту басист B. War.

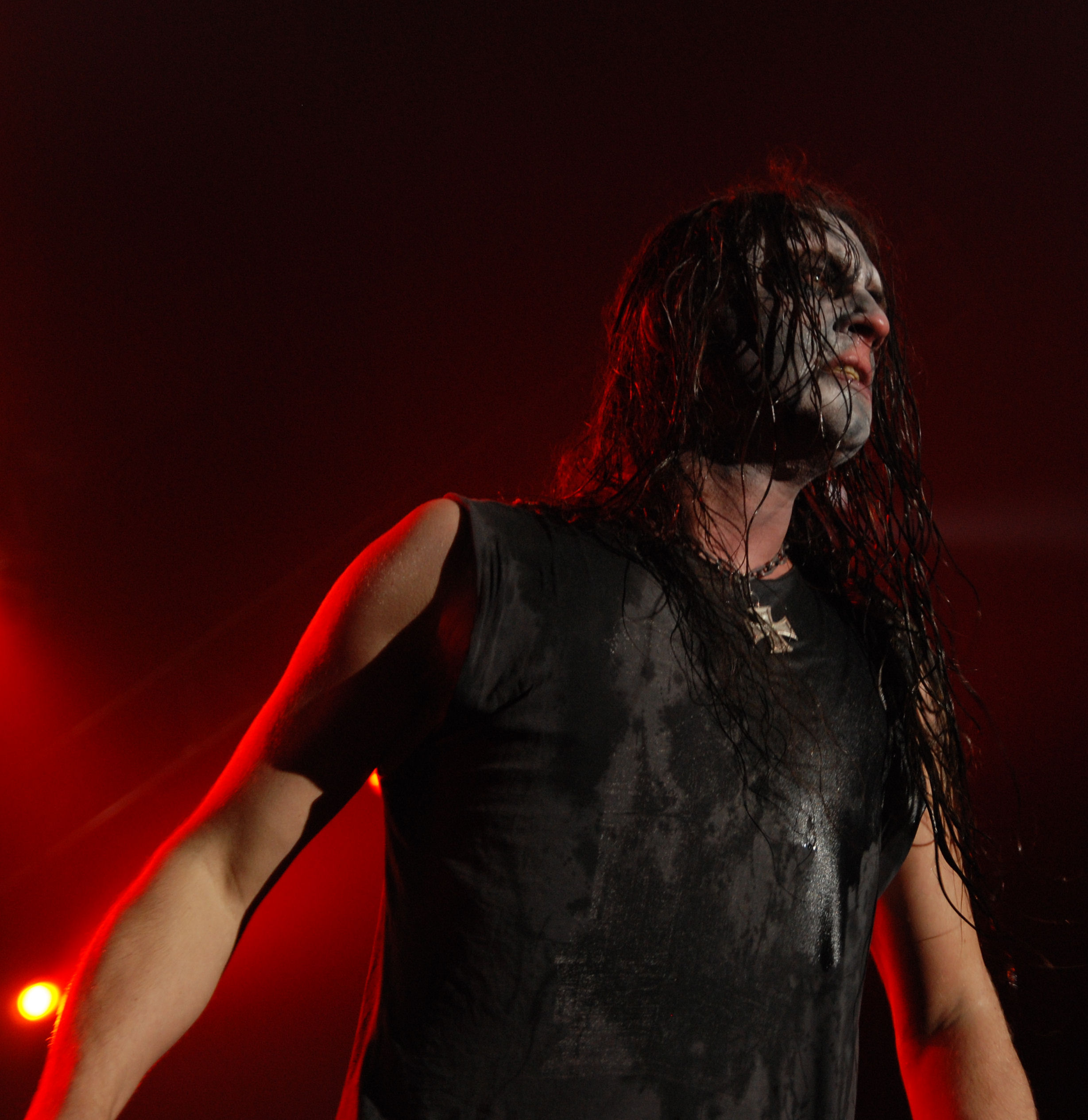
Mortuus з Marduk на фестивалі Metalmania

У січні 2004 року Morgan записав трьохпісенне демо «Todes Reich», самостійно виконавши партії вокалу, бас-гітари і використавши драм-машину. Але з приходом Mortuus'а потреба в цій демці зникла, і вона так і залишилася невиданою. У лютому вийшов перший в історії гурту DVD «Funeral Marches and Warsongs», з концертним відео-матеріалом, кліпами гурту та кількома інтерв'ю.
Заміною басиста B. War став Devo, що грав раніше разом з командою на початку їхньої кар'єри. Літо гурт присвятив роботі над новим альбомом. На цей раз запис відбувався в шведській студії Endarker Studio, власником якої є сам Devo.
Новий повноформатний альбом «Plague Angel» побачив світ укінці листопада на все тому ж Blooddawn Productions.
5 грудня 2005 року на честь 15-річного ювілею гурту був виданий третій за рахунком live-альбом Marduk. Цей альбом має назву «Warschau» і містить запис виступу гурту 17 вересня 2005 року в клубі «Proxima» у Варшаві (Польща) в рамках турне «Deathmarch Tour».
6 жовтня був виданий 2-дисковий DVD «Blood Puke Salvation».
Грудень 2006 року та січень 2007 року Marduk присвятили запису десятого студійного альбому в шведській Endarker Studio. Незабаром після завершення запису колектив покинув барабанщик Emil Dragutinovic. Його заміною стає Lars Broddesson (Ofermod і Excessum).
У квітні гурт побував із концертами в Білорусі, Україні та Росії. У той же час на світ з'явився новий альбом гурту, названий «Rom 5:12», який, згідно з відгуками преси та фанів, став одним з кращих за всю їх дискографію. Назва цього альбому звертається до Біблії — Апостола Павла послання до римлян, 5:12: «Тому, як через одного чоловіка гріх увійшов у світ, і гріхом смерть, так прийшла й смерть у всіх людей через те, [тому що] в ньому всі згрішили».
У композиції «Accuser / Opposer» на чистий вокал був запрошений Nemtheanga з Primordial, а композиція «+1651» зроблена за участю мілітарі

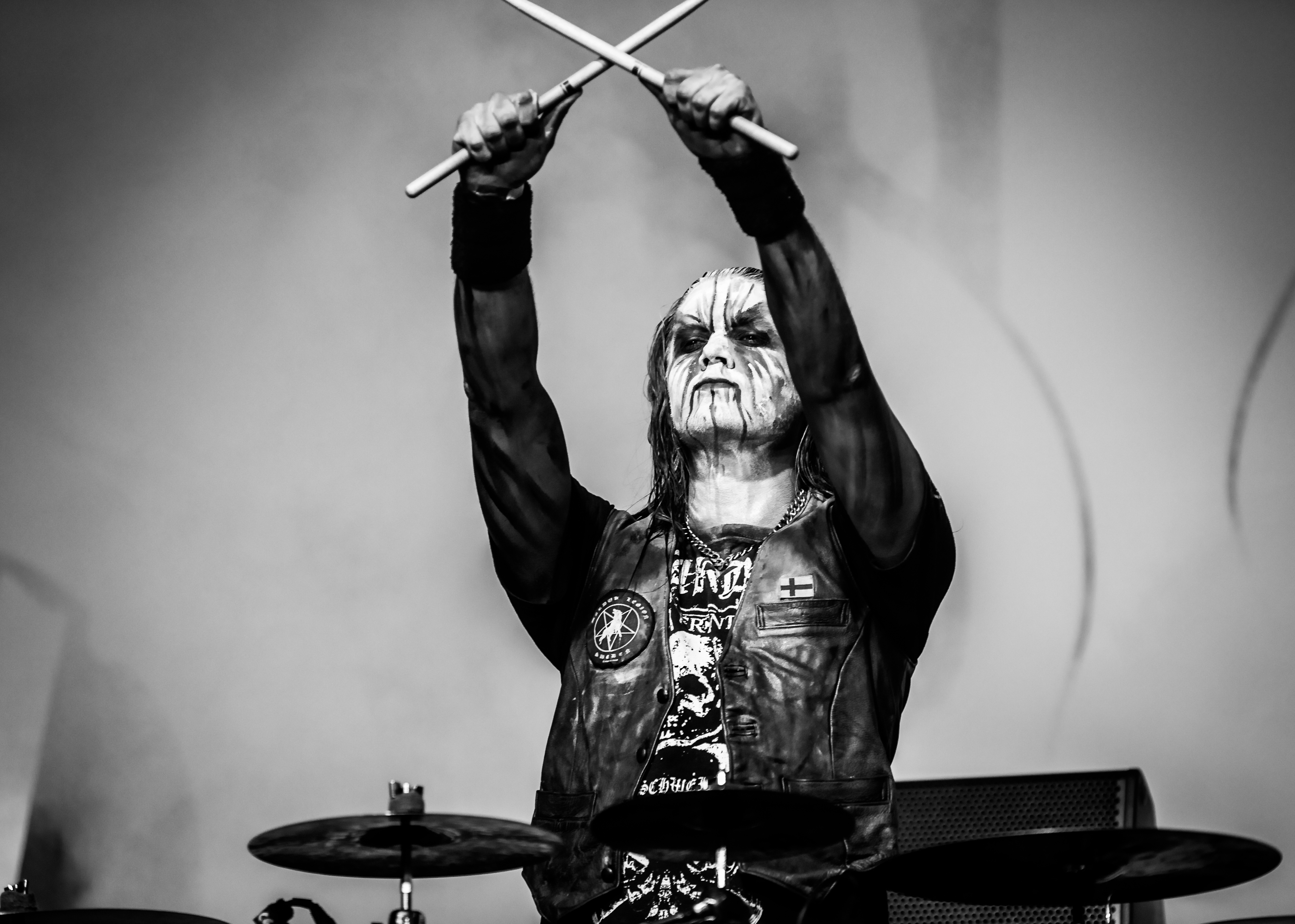
Ударник Fredrik Widigs

індастріал гурту Arditi. Восени 2009 року гурт видає альбом Wormwood. Диск був записаний в шведській студії Endarker разом з продюсером і звукорежисером Magnus'ом Devo Andersson'ом.
У березні 2011-го здійснюється запис оркестру для нового міні-альбому, який вийшов в кінці травня і називався «Iron Dawn». У вересні Marduk і Blooddawn Productions оголошують про закінчення одинадцятирічної співпраці з Regain Records.
У 2012 році гурт підписує контракт з Century Media Records і в квітні цього року в світ виходить сингл «Souls for Belial», на заголовну композицію якого був знятий відеокліп. На синглі присутній кавер на пісню кантрі, фолк музиканта Девіда Юджина Woven Hand.
25 травня 2012 року на тому ж лейблі відбувся реліз повноформатного альбому під назвою «Serpent Sermon».
У січні 2015 року вийшов альбом Frontschwein, повністю присвячений Другій світовій війні.

## Склад гурту

### Поточний склад
- Morgan Steinmeyer Håkansson — гітара (1990-дотепер) (Abruptum, Devils Whorehouse)
- Devo (Magnus Andersson) — гітара (1992—1994); бас (2004-дотепер)
- Fredrik Widigs — ударні (2014-дотепер)
- Daniel Mortuus Rostén — вокал (2004-дотепер) (Funeral Mist, Triumphator)

### Колишні учасники

#### Вокал
- Dread (Andreas Axelsson) (1990—1993) (Edge of Sanity)
- Af Gravf (Joakim Göthberg) (1993—1995) (Dimension Zero, Grimorium)
- Legion (Erik Hagstedt) (1995—2003) (Ophthalamia, Devian, Witchery)

#### Гітара
- Kim Osara (1995—1996)

#### Бас
- Rickard Kalm (1990—1992)
- B. War (Bogge Svensson) (1992—2004) (Allegiance)

#### Ударні
- Af Gravf (Joakim Göthberg) (1990—1993)
- Fredrik Andersson (1993—2002) (Allegiance)
- Emil Dragutinovic (2002—2006) (The Legion, Devian)
- Lars Broddesson (2006—2013)

### Сесійні музиканти
- Peter Tägtgren — гітара (1998) (Pain, Hypocrisy)
- Fredrik Widigs — ударні (2013)

## Дискографія

### Студійні альбоми
- Dark Endless (1992)
- Those of the Unlight (1993)
- Opus Nocturne (1994)
- Heaven Shall Burn… When We Are Gathered (1996)
- Nightwing (1998)
- Panzer Division Marduk (1999)
- La Grande Danse Macabre (2001)
- World Funeral (2003)
- Plague Angel (2004)
- Rom 5:12 (2007)
- Wormwood (2009)
- Serpent Sermon (2012)
- Frontschwein (2015)
- Viktoria (2018)
- Memento Mori (2023)

### Live-альбоми та компіляції
- Live in Germania (1997)
- Infernal Eternal (2000)
- Blackcrowned (2002)
- Warschau (2006)

### Демо і ЕР
- Fuck Me Jesus (1991)
- Glorification (1996)
- Here's No Peace (1997)
- Obedience (2000)
- Deathmarch (2004)
- Iron Dawn (2011)

### Сингли
- «Slay the Nazarene» (2002)
- «Hearse» (2003)
- «Souls for Belial» (2012)

### DVD
- Funeral Marches and Warsongs (2004)
- Blackcrowned (2005)
- Blood Puke Salvation (2006)